# Râul Valea Mare, Olt (Sâncrăieni)
Valea Mare este un curs de apă, afluent al râului Olt. 